# پارک ملی الرس کاسترو
پارک ملی الرس کاسترو (به اسپانیایی: Parque nacional Alerce Costero) یک پارک ملی در شیلی است که در منطقه لوس ریوس واقع شده‌است.